# Dierama luteoalbidum
Dierama luteoalbidum är en irisväxtart som beskrevs av Inez Clare Verdoorn. Dierama luteoalbidum ingår i släktet Dierama och familjen irisväxter. Inga underarter finns listade i Catalogue of Life.

## Bildgalleri

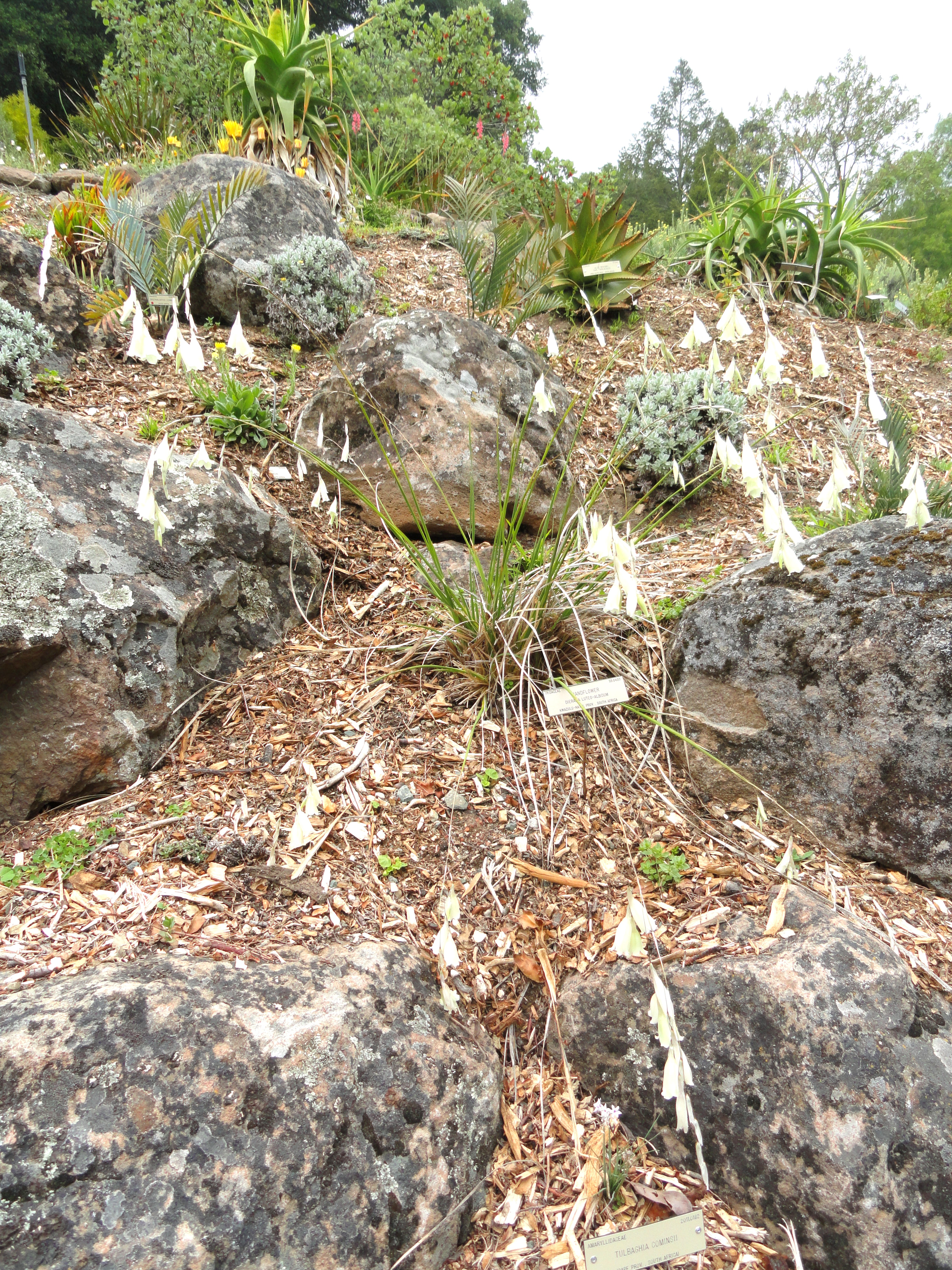
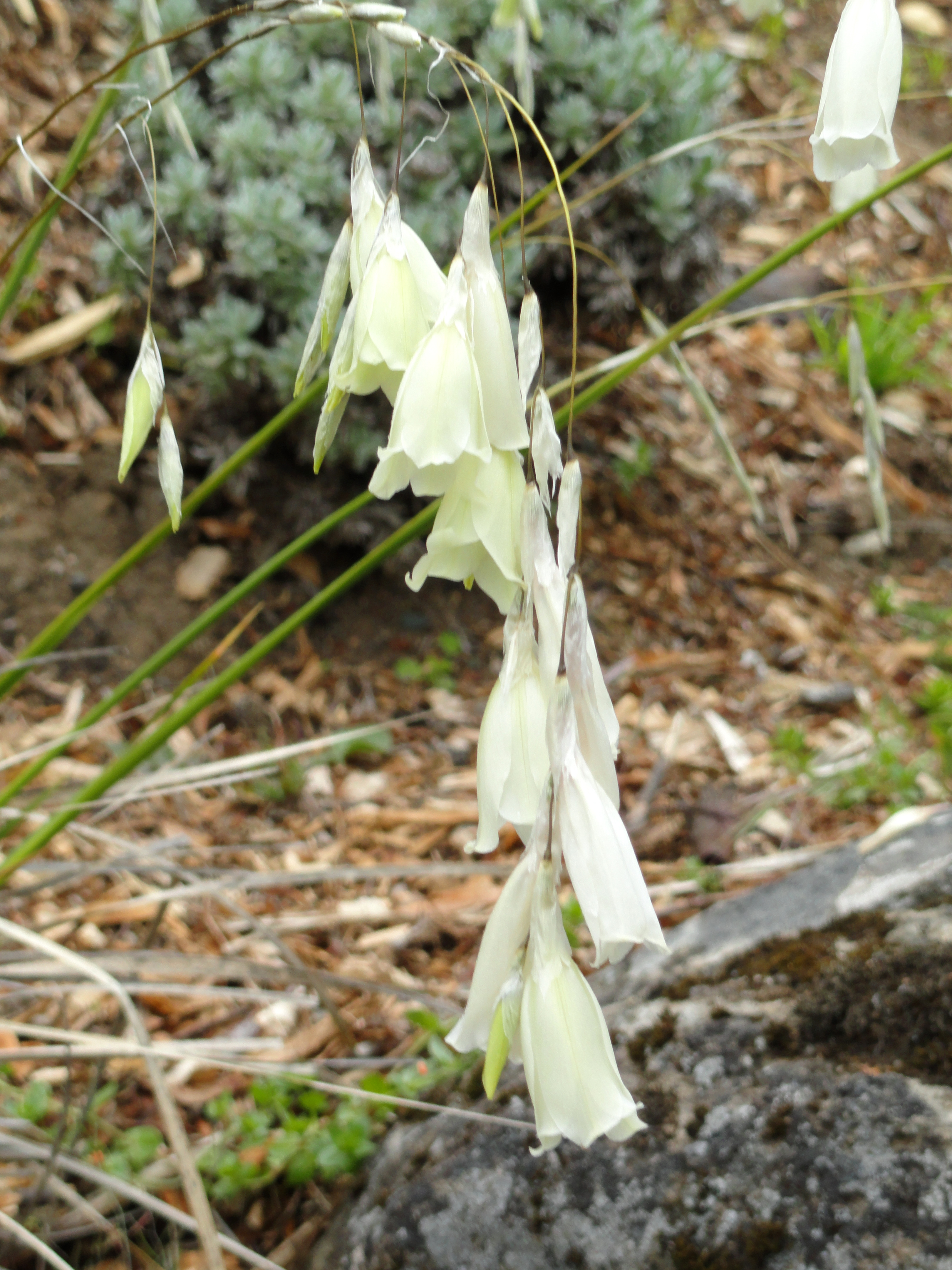